# Степом, степом
«Степом, степом» — українська пісня-реквієм за загиблими в Другій світовій війні, написана в 1966 році. Її автори — поет Микола Негода та композитор Анатолій Пашкевич.

## Історія створення
Перебуваючи в готелі в м. Золотоноша, Микола Негода почув, як хтось віртуозно грає на акордеоні. То був молодий композитор Анатолій Пашкевич.
Увечері Негода зачитав новому знайомому рядки з нового ще не дописаного вірша:
«Степом, степом падають солдати, а кругом шумлять жита…»
У музиканта з'явилася ідея створити пісню, слова виявилися саме тими, які він шукав. Пашкевич запропонував поетові ввести до вірша слова про матір, яка щодня чекає сина з війни, хоч той давно загинув. Нова пісня мала вповні передати материнську скорботу. Протягом ночі йшов творчий пошук. Вранці текст був переданий композиторові, і вже через тиждень пісня була створена.

## Текст пісні
Степом, степом йшли у бій солдати.

Степом, степом — обрій затягло.

Мати, мати стала коло хати,

А навкруг в диму село.

Степом, степом розгулись гармати,

Степом, степом — клекіт нароста...

Степом, степом падають солдати,

А навкруг шумлять жита.

Степом, степом поросли берізки,

Степом, степом сонце розлилось...

Степом, степом — встали обеліски,

А навкруг розлив колось.

Степом, степом — людям жито жати,

Степом, степом даль махне крилом...

Мати, мати жде свого солдата,

А солдат спить вічним сном!

## Відомі виконавці
Вперше зазвучала вона у виконанні солістки Черкаського хору Ольги Павловської. Її виконували багато співаків. Серед них Софія Ротару, Раїса Кириченко, Степан Гіга, Таїсія Повалій, Анастасія Приходько, Черкаський народний хор, хор імені Григорія Верьовки та ін.

## Висловлювання про пісню
Дмитро Павличко, «Літературна Україна», 1980 рік
Олесь Гончар, 1970 рік
Віктор Астаф'єв, 1984 рік

## Цікаві факти
- У 1968 р. Софія Ротару в Болгарії на Всесвітньому фестивалі молоді отримала з цією піснею золоту медаль і першу премію.
- Під час Вторгнення військ Варшавського договору до Чехословаччини цей твір-реквієм звучав із вуличних динаміків у Празі, нагадуючи непроханим гостям про сльози матерів, які вічно чекають своїх синів.
- У 1970-ті пісню переклав російською мовою Микола Глазков.
- На 50-річчя Перемоги в 1995 році Національний банк України випустив сувенірний альбом з монетами — «міста-герої». На звороті сувенірної упаковки набору текст «Степом, степом».